# Effet Warburg
L'expression « effet Warburg » est employée pour deux observations en biochimie n'ayant aucun lien entre elles, la première en physiologie des plantes et l'autre en oncologie. Ces deux observations sont à mettre au crédit du prix Nobel Otto Heinrich Warburg.

## En physiologie des plantes
En physiologie des plantes, l'effet Warburg correspond à la diminution du taux de photosynthèse à des concentrations élevées d'oxygène,. L'oxygène est un inhibiteur compétitif de la fixation de dioxyde de carbone par la RuBisCO qui initie la photosynthèse. De plus, l'oxygène stimule la photorespiration qui réduit le rendement de la photosynthèse. Ces deux mécanismes opérant ensemble sont responsables de l'effet Warburg. 

## En oncologie

### Bases
En oncologie, l'effet Warburg correspond à l'observation selon laquelle la plupart des cellules cancéreuses produisent de l'énergie grâce à un fort taux de glycolyse suivie d'une fermentation d'acide lactique dans le cytosol,, plutôt que grâce à un taux comparativement bas de glycolyse suivie d'une oxydation du pyruvate dans les mitochondries comme cela se passe dans la majorité des cellules normales,,. Ce dernier processus est aérobie (utilise de l'oxygène). Les cellules tumorales malignes en se développant rapidement possèdent typiquement des taux de glycolyse jusqu'à 200 fois plus importants que les cellules normales originaires du même tissu ; cela se produit même lorsque l'oxygène est abondant.
L'effet Warburg a été très étudié mais sa nature précise reste floue, ce qui freine l'émergence de projets ayant pour but d'explorer son potentiel thérapeutique.
Otto Warburg a émis le postulat selon lequel ce changement dans le métabolisme constitue la cause fondamentale du cancer, une affirmation désormais connue sous le nom d'hypothèse de Warburg. Actuellement, les mutations dans les oncogènes et les gènes suppresseurs de tumeurs sont supposés être responsables de la transformation maligne (passage d'une cellule d'un état "normal" à un état cancéreux), et l'effet Warburg est considéré comme étant un résultat de ces mutations plutôt que leur cause,.

### Explications possibles
L'effet Warburg pourrait simplement être une conséquence de dommages aux mitochondries dans un cancer, ou bien une adaptation des tumeurs à un environnement pauvre en oxygène, ou encore le résultat de gènes cancéreux silençant les gènes mitochondriaux, qui sont impliqués dans l'apoptose programmée permettant de tuer les cellules cancéreuses. Cela  pourrait également être un effet associé à la prolifération cellulaire. Comme la glycolyse fournit la majorité des éléments nécessaires à cette prolifération, les cellules cancéreuses (ainsi que les cellules prolifératives "normales") ont été proposées comme étant nécessaires à l'activation de la glycolyse, malgré la présence d'oxygène, afin de pouvoir proliférer. Un indice pour cela attribue certains des hauts taux de glycolyse aérobie à une forme surexprimée d'une hexokinase liée aux mitochondries, ayant la charge d'amener cette forte activité glycolytique. Dans le cas du cancer du rein, cet effet pourrait être dû à la présence de mutations dans le gène suppresseur de tumeurs de von Hippel-Lindau qui régule positivement les enzymes glycolytiques, dont l'isoforme épissée M2 de la pyruvate kinase. Enfin, une mutation dans le gène TP53 atteint le métabolisme énergétique et augmente la glycolyse dans le cancer du sein.
En mars 2008, Lewis C. Cantley et ses collègues ont annoncé que la M2-PK tumorale, une forme de l'enzyme pyruvate kinase, conduit à un effet Warburg. Cette enzyme, normalement exprimée durant la vie embryonnaire, est produite dans toutes les cellules se divisant rapidement et est responsable du fait que les cellules cancéreuses consomment du glucose à un taux accéléré ; en forçant les cellules à passer à la forme alternative de la pyruvate kinase par inhibition de la production de la M2-PK tumorale, leur croissance a été freinée. Les chercheurs ont reconnu le fait que la chimie exacte du métabolisme du glucose avait tendance à varier selon les différentes formes de cancer, mais malgré tout cette enzyme a été identifiée dans tous les tissus cancéreux qu'ils ont testés. Cette forme de l'enzyme n'est pas habituellement rencontrée dans un tissu sain, bien qu'elle soit apparemment nécessaire lorsque les cellules ont besoin de se multiplier rapidement, comme par exemple lors de la cicatrisation des plaies ou l'hématopoïèse,.

### Inhibiteurs de la glycolyse
Beaucoup de composés permettant d'inhiber la glycolyse ont été développés, et de tels inhibiteurs constituent actuellement le sujet d'une intense recherche en tant qu'agents anticancer ; parmi eux on trouve le SB-204990, le 2-désoxy-D-glucose (2-DG), le 3-bromopyruvate (3-BrPA), le 3-bromo-2-oxopropionate-1-propyl ester (3-BrOP), le 5-thioglucose et l'acide dichloroacétique (DCA). Des essais cliniques sont en cours pour le 2-DG et le DCA.
L'acide alpha-cyano-4-hydroxycinnamique (ACCA;CHC), une petite molécule inhibitrice des transporteurs de monocarboxylate (MCT en anglais, permettant d'empêcher le développement d'acide lactique au sein des tumeurs), a été utilisée avec succès comme cible métabolique en recherche pré-clinique sur des tumeurs du cerveau,,,. Des inhibiteurs MCT à plus forte affinité ont été développés par AstraZeneca et subissent actuellement des essais cliniques.
L'acide dichloroacétique (DCA), une petite molécule inhibitrice de la pyruvate déshydrogénase kinase mitochondriale, régule de façon "négative" la glycolyse in vitro et in vivo. Des chercheurs de l'université de l'Alberta ont émis en 2007 la théorie selon laquelle le DCA pourrait avoir des effets thérapeutiques positifs contre beaucoup de types de cancers,.

### Niveaux de glucose dans le sang
Il a été montré que de forts taux de glucose accélèrent la prolifération des cellules cancéreuses, alors que la privation de glucose mène à une apoptose. Ces résultats ont entraîné une étude supplémentaire sur les effets d'une restriction de carbohydrates sur la croissance tumorale. Les résultats cliniques montrent qu'un taux moins élevé de glucose sanguin chez des patients cancéreux en phase avancée est corrélé avec de meilleurs pronostics.

## Modèles alternatifs
Un modèle appelé "effet Warburg inverse" décrit des cellules produisant de l'énergie grâce à la glycolyse en n'étant pas des cellules tumorales par des fibroblastes stromaux. Bien que l'effet Warburg existe potentiellement dans certains types de cancer, cela a souligné le besoin d'études plus précises sur le métabolisme des tumeurs,.
Le reprogrammage métabolique a également été observé dans les maladies neurodégénératives d'Alzheimer et Parkinson. Cette altération métabolique a été mise en évidence par la régulation positive de la phosphorylation oxydative – ce qu'on appelle l'effet Warburg inverse. Cela contraste avec les neurones sains, dans lesquels l'activité synaptique permet un effet Warburg neuronal dont on suppose qu'il est à la base d'une croissance neuronale et d'une plasticité structurale,, et qu'il contribue à la protection neuronale dépendante de cette activité synaptique, en réduisant le taux d'oxydation phosphorylative et la production de dérivés réactifs de l'oxygène,,.

## Métabolisme et épigénétique du cancer
L'utilisation des nutriments est drastiquement modifiée lorsque les cellules reçoivent des signaux de prolifération. Des changements métaboliques caractéristiques permettent aux cellules de satisfaire les importantes demandes biosynthétiques associées à la division et la croissance cellulaires. Des changements dans les enzymes glycolytiques à taux limité redirigent le métabolisme en faveur de la croissance et de la prolifération. Le reprogrammage métabolique dans le cancer est largement dû à l'activation oncogénique de voies de transduction de signaux et de facteurs de transcription. Même s'ils sont moins bien connus, les mécanismes épigénétiques contribuent également à la régulation de l'expression de gènes du métabolisme dans le cancer. De façon réciproque, les résultats d'études qui s'accumulent suggèrent que les modifications métaboliques peuvent affecter l'épigénome. Le fait de comprendre le lien entre le métabolisme et l'épigénétique dans les cellules cancéreuses pourrait ouvrir de nouvelles pistes dans la recherche contre le cancer.